# Ohe (Allna)
Die Ohe ist ein 11,5 km langer, orographisch linksseitiger und nördlicher Zufluss des Lahn-Nebenflusses Allna im Landkreis Marburg-Biedenkopf an der Nahtstelle der Gemarkungen von Dautphetal, Gladenbach, Weimar und Marburg.
Sie verläuft im Zentrum der sogenannten Damshäuser Kuppen von nahe Damshausen im Nordwesten bis Hermershausen im Südosten.

## Verlauf
Die Quelle der Ohe findet sich am südlichen Fuße des 465 m hohen Berges Eichelhardt, in unmittelbarer östlicher Nachbarschaft zum 473 m hohen Schweinskopf, von wo aus der Fluss zunächst in südöstliche Richtungen, südlich parallel zur Kreisstraße 73, verläuft. Südwestlich Damshausens fließt ihr von links der Damsbach zu, bei Diedenshausen von rechts das Schönwasser. Ab hier folgt die Kreisstraße 101 (nördlich) ihrem Verlauf in Richtung Weitershausen, wo ihr von rechts der Krebsbach zufließt.
Im folgenden Verlauf über Nesselbrunn (Katzbach von rechts) nach Hermershausen durchquert sie das Tal zwischen dem 385 m hohen Auersberg im Norden und dem 357 m hohen Gansei im Süden. Hier folgt ihr die Landesstraße 3387 südlich, also entlang des Ganseifußes.
Während einer letzten Wendung des Flusses in Richtung Südwesten fließt ihr, nur 500 m nördlich der Mündung in die Allna bei Hermershausen, von links mit dem Elnhauser Wasser noch ihr wichtigster Nebenfluss zu.

## Naturräume
Innerhalb der zum Gladenbacher Bergland (Haupteinheit 320) gezählten Damshäuser Kuppen (Naturraum 320.10) stellt die Ohe, noch vor der den Süden der Kuppen vereinnahmenden Allna, das wichtigste Fließgewässer dar. Dieses zeigt sich auch darin, dass das Einzugsgebiet der Ohe etwa die Hälfte dessen des Mutterflusses (44,28 km² gegenüber 92,02 km²) einnimmt.
Die Mündungen vom Elnhauser Wasser in die Ohe und der Ohe selber in die Allna liegen dem gegenüber bereits knapp in der Elnhausen-Michelbacher Senke (320.11), deren Haupt-Fließgewässer das Elnhauser Wasser darstellt.